# Capnodendron trichomeriicola
Capnodendron trichomeriicola är en svampart som först beskrevs av Cif., Bat. & Nascim., och fick sitt nu gällande namn av S. Hughes 1976. Capnodendron trichomeriicola ingår i släktet Capnodendron och familjen Antennulariellaceae.   Inga underarter finns listade i Catalogue of Life.